# Montenegro en los Juegos Europeos de Minsk 2019
Montenegro participó en los Juegos Europeos de Minsk 2019. Responsable del equipo nacional fue el Comité Olímpico Montenegrino.

## Medallistas
El equipo de Montenegro obtuvo las siguientes medallas:
| Nombre       | Deporte | Competición     |
| ------------ | ------- | --------------- |
| Oro          |         |                 |
| —            |         |                 |
| Plata        |         |                 |
| Mario Hodžić | Karate  | Kumite –67 kg M |
| Bronce       |         |                 |
| —            |         |                 |